# روهصار بكجان
روهصار بكجان (بالتركية: Ruhsar Pekcan)‏ (ولدت في عام 1958 في مدينة مانيسا في تركيا) وهي سياسية تركية ووزيرة التجارة التركية تنتمي لحزب العدالة والتنمية برئاسة الرئيس التركي رجب طيب أردوغان.

## سيرتها الشخصية
هي تعرف اللغة الإنجليزية، وهي متزوجة ولديها ابنان 

## حياتها العلمية والسياسية
تخرجت من كلية هندسة الكهرباء في جامعة اسطنبول التقنية، وحصلت على درجة الماجستير من نفس الجامعة
وتولت عدة وظائف في العديد من المؤسسات والهيئات التركية المختلفة كبنك التنمية الصناعية، كما كانت عضوة بمجالس إدارات بعض الشركات.
تولت منصب رئيس لجنة العمل التركي السوري بمجلس العلاقات الاقتصادية الخارجية 3 مرات، إلى جانب رئاسة لجنة العمل التركي الأردني بالمجلس ذاته.
وقبل تعيينها وزيرة للتجارة، كانت تتولى منصب نائب رئيس مجلس السيدات المستثمرات باتحاد الغرف والبورصات التركية.
عيّنها رئيس الجمهورية التركية رجب طيب أردوغان وزيرة للتجارة في الحكومة الرئاسية 